# Bad Education (película de 2019)
Bad Education es una película de drama estadounidense de 2019, dirigida por Cory Finley y escrita por Mike Makowsky. La película está basada en la historia real del desfalco escolar público más grande en la historia estadounidense. Esta adaptación fue realizada a partir de un artículo en la revista de Nueva York Magazine, por Robert Kolker. Presenta un reparto que incluye a Hugh Jackman, Allison Janney, Geraldine Viswanathan, Alex Wolff, Rafael Casal, Stephen Spinella, Annaleigh Ashford y Ray Romano. 
La película está ubicada en el pueblo de Roslyn, en el estado de Nueva York, durante la década del 2000. Cuenta la historia del  carismático y preciado Dr. Frank Tassone (Jackman) y Pam Gluckin (Janney), quienes roban millones de dólares del mismo distrito escolar público, mientras buscan que sea el mejor en el país. El guionista, Makowsky, brevemente conoció a Tassone como niño, antes de que estallara el escándalo, cuando asistió a la Escuela Secundaria Roslyn.
La cinta tuvo su estreno mundial el 8 de septiembre de 2019, en el Festival Internacional de Cine de Toronto y fue retransmitida en HBO el 25 de abril de 2020. Fue bien recibido por los críticos, con elogios en particular para el guion de Makowsky y las actuaciones de Jackman y Janney.
En 2002, el Dr. Frank Tassone es el superintendente del distrito escolar de Long Island, donde supervisa la Escuela Secundaria de Roslyn. Frank, junto a su  asistente Pam Gluckin, ha gestionado importantes mejoras en el distrito y convertido a Roslyn en la cuarta escuela pública en el ranking del país.

## Reparto
- Hugh Jackman como Frank Tassone.
- Allison Janney como Pam Gluckin.
- Geraldine Viswanathan como Rachel Bhargava.
- Alex Wolff como Nick Fleischman.
- Rafael Casal como Kyle Contreras.
- Stephen Spinella como Thomas "Tom" Tuggiero.
- Annaleigh Ashford como Jenny Aquila.
- Ray Romano como Big Bob Spicer.
- Hari Dhillon como David Bhargava.
- Jeremy Shamos como Phil Metzger.
- Stephanie Kurtzuba como Carol Schweitzer.
- Catherine Curtin como Judy Shapiro.
- Kathrine Narducci como Sharon Katz.
- Ray Abruzzo como Howard Gluckin.
- Kayli Carter como Amber McCarden.
- Jimmy Tatro como Jim Boy McCarden.

## Lanzamiento
Tuvo su estreno mundial el 8 de septiembre del 2019 en el  Festival de cine Internacional de Toronto. Poco después, HBO Films adquirió los derechos de distribución de la película por $17.5 millones, generando el trato más grande del festival. La película fue emitida el 25 de abril de 2020 en el canal por cable premium  HBO y en los servicios de streaming de HBO. La película estará disponible en el servicio de streaming HBO Max, el 27 de mayo de 2020.

### Clasificación de televisión
En su primer lanzamiento al aire, Mala Educación fue puntuada con 18 puntos de 49 presentes en la clasificación de la TV por cable. Esto convirtió a Mala Educación en el cuarto programa más visto de la televisión por cable en la noche de su estreno.